# Великий каньйон Гренландії
79° пн. ш. 46° зх. д. / 79° пн. ш. 46° зх. д.
Великий Каньйон Ґренландії — найдовший каньйон на Землі, розташований під льодом Ґренландії.

## Короткий опис
Повідомлення про знахідку було опубліковано у серпні 2013 року вченими з Бристольського, Калгарського й Урбінського (Італія) університетів у журналі Science.
Європейські та американські вчені виявили під крижаним щитом Гренландії величезну ущелину, довжина котрої є 750 кілометрів, глибина — близько 800 метрів, ширина — близько 10 кілометрів. Це робить його найдовшим каньйоном на Землі, у двічі довшим ніж Великий каньйон у США. Аби зрозуміти, що перебуває під товщею криги, дослідники з НАСА, Великої Британії та Німеччини провели аналіз величезного масиву інформації, отриманої протягом декількох десятків років за допомогою повітряної радіолокації. У результаті стало зрозумілим, що у ґрунті є тріщина, яка тягнеться на північ від центру Ґренландії. Цей каньйон з'явився до льодовикового щита і міг значно вплинути на його формування, вважають науковці. Він був руслом великої річки. Тала вода льоду досі тече коньйоном у Північний Льодовитий океан.
Дослідження рельєфу острова дозволить краще спрогнозувати сучасну поведінку льодовика Гренландії, бо його танення має значення для клімату планети. Крім того, вода та крига, що рухалися каньйоном, залишили сліди на морському дні поблизу острова. Раніше вчені вважали, що ці канали промила морська вода.